# José Luis Brown
Jose Luis Brown (10 tháng 11 năm 1956 – 12 tháng 8 năm 2019) là một trung vệ và huấn luyện viên bóng đá người Argentina.
Hầu hết sự nghiệp chuyên nghiệp 14 năm của anh được dành cho Estudiantes, anh đã xuất hiện trong hơn 300 trận đấu chính thức và giành được hai danh hiệu lớn. Anh cũng từng thi đấu ở Colombia, Pháp và Tây Ban Nha.
Với biệt danh Tata, Brown đại diện cho đội tuyển quốc gia Argentina tại World Cup 1986 và ba giải đấu Copa América, giành chiến thắng trước và ghi bàn trong trận chung kết. Năm 1995, anh bắt đầu làm huấn luyện viên.

## Sự nghiệp

### Câu lạc bộ
Sinh ra ở Ranchos, Buenos Aires, Brown là hậu duệ của Scotsman James Brown, người di cư từ Greenock vào năm 1825. Ông đã trải qua những năm đầu tiên với tư cách là một đàn anh với Estudiantes de La Plata, ghi được 17 bàn thắng đáng kinh ngạc trong 69 trận đấu kết hợp khi câu lạc bộ giành chiến thắng tại các giải đấu của Primera División năm 1982 và 1983.
Sau hai năm ở Colombia với Atlético Nacional, Brown đã chơi thành công nhanh chóng cho Boca Juniors và Deportivo Español trở về quê nhà, chuyển ra nước ngoài một lần nữa vào năm 1986 sau khi ký hợp đồng với Ligue 1 bên Stade Brestois 29. Năm sau, anh gia nhập Real Murcia của Tây Ban Nha theo hợp đồng hai năm, ra mắt La Liga vào ngày 30 tháng 8 năm 1987 trong trận thua 0 – 1 trên sân nhà.
Brown đã nghỉ hưu từ bóng đá vào cuối năm 1989 ở tuổi 33, sau một vài tháng với Racing Club de Avellaneda.

### Quốc tế

Brown đánh đầu mở tỷ số cho Argentina trong chiến thắng Tây Đức trong trận chung kết World Cup 1986

Brown đã giành được 36 chiến thắng cho Argentina kể từ lần đầu tiên xuất hiện vào năm 1983, được chọn cho các giải đấu Copa América 1983, 1987 và 1989 và giúp đội tuyển quốc gia giành vị trí thứ ba sau đó.
Anh cũng được HLV Carlos Bilardo chọn tham dự FIFA World Cup 1986, như một sự bổ sung vào phút cuối: mặc dù chấn thương đầu gối nghiêm trọng hai năm trước đó vẫn chưa lành lặn, anh đã được chọn để bắt đầu trước Daniel Passarella được huấn luyện viên thông báo vào ngày trước khi khai mạc.
Anh tiếp tục chơi tất cả các trận đấu và phút ở México, ghi bàn thắng quốc tế duy nhất của anh, một cú đánh đầu trong trận chung kết với Tây Đức sau cú đá phạt của Jorge Burruchaga (chiến thắng 3 – 2); trong những phút cuối anh bị thương ở vai, nhưng từ chối được thay ra.

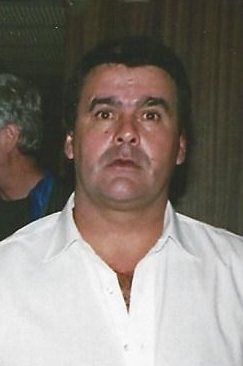
Brown năm 2006, khi đang làm huấn luyện viên

Sau khi nghỉ hưu, Brown làm trợ lý cho các nhà quản lý khác nhau, bao gồm Oscar Ruggeri tại San Lorenzo de Almagro và Bilardo tại Boca Juniors. Kinh nghiệm huấn luyện viên trưởng đầu tiên của ông đã đến vào năm 1995 dưới sự lãnh đạo của Los Andes de Lomas de Zamora, và năm năm sau, ông được bổ nhiệm tại Câu lạc bộ Almagro mới được thăng chức cùng với một đồng đội cũ khác là Héctor Enrique.
Sau một mùa, bộ đôi này chuyển đến Câu lạc bộ Atlético Nueva Chicago, nhưng phải từ chức chỉ sau 11 trận do kết quả không tốt. Năm 2002, Brown được Club Blooming ở Bolivia, một lần nữa bị sa thải sớm trong nhiệm kỳ của mình.
Brown một lần nữa tái hợp với Bilardo trong 2003–04, chịu trách nhiệm về đội trẻ của Estudiantes. Trong những năm tiếp theo, liên tiếp nhanh chóng, anh phụ trách Atlético de Rafaela, Almagro, Club Sportivo Ben Hur và Club Ferro Carril Oeste.
Vào tháng 12 năm 2007, Brown trở thành huấn luyện viên của đội bóng dưới 17 tuổi người Argentina khi Sergio Batista được đưa vào vị trí lãnh đạo của những người dưới 20 tuổi. Là trợ lý của đội sau tại Thế vận hội Mùa hè 2008, đất nước này đã giành huy chương vàng, và sau đó cặp đôi này đã gia nhập đội ngũ của Diego Maradona.
Brown đã dẫn dắt đội bóng dưới 17 tuổi của Argentina đến vị trí thứ hai tại Giải vô địch bóng đá Nam Mỹ năm 2009, với vòng loại sau đó là World Cup của hạng mục, kết thúc với một lối ra vòng 16 trong tay Colombia. Vào tháng 3 năm 2013, anh trở lại Ferro Carril, với câu lạc bộ vẫn còn ở Primera B Nacional.
Brown qua đời vào ngày 12 tháng 8 năm 2019 tại La Plata ở tuổi 62, do căn bệnh Alzheimer.

## Danh dự

### Câu lạc bộ
Estudiantes
- Primera División: 1982 Metropolitano, 1983 Nacional [13]

### Quốc tế
Argentina
- FIFA World Cup: 1986 [13]